# Rakhigarhi
Rakhigarhi vagy Rakhi Garhi egy falu és egy régészeti lelőhely az észak-indiai Haryana állam Hisar körzetében, Delhitől mintegy 150 km-re északnyugatra. A Ghaggar folyó síkságán, a Ghaggar folyó szezonális folyásától mintegy 27 km-re található, és az Indus-völgyi civilizációhoz tartozott, az Indus-völgyi civilizáció elő-harappan (i. e. 7000-3300), korai harappan (i. e. 3300-2600) és érett szakaszának (i. e. 2600-1900) része volt.
Az ősi civilizáció legnagyobb települése volt. A 2014-ben felfedezett további két halommal (a már ismert hét mellett) Rakhigarhi lett a Harappan civilizáció legnagyobb ismert lelőhelye. 2014-ben a térségben található további kapcsolódó ásatási helyszínek: Mitathal és a kisebb Lohari Ragho, amelyek még feltárásra várnak.
A helyszínen a kezdeti ásatások az 1960-as években kezdődtek, majd az 1990-es évek végén további ásatások következtek, a terület nagy része azonban még feltárásra és publikálásra vár.
Shindenek és társainak (2019) egyetlen csontvázon végzett DNS-vizsgálatai azt mutatják, hogy a DNS nem tartalmazta a sztyeppei származás nyomait, ami összhangban van az árja migrációs elmélettel, amely szerint az indoárják a sztyeppékről vándoroltak Indiába a harappai civilizáció kezdett szétesni.

## Fekvése
A Ghaggar síkságon található, mintegy 27 km-re a Ghaggar folyó szezonális folyásától fekvő Rakhigarhi ma egy kis falu Haryana államban, Indiában. McIntosh szerint Rakhigarhi az őskori Drishadvati folyó völgyében található, amely a Siwalik-hegységben eredt. A Chautang a Sarsuti folyó egyik mellékfolyója, amely viszont a Ghaggar folyó mellékfolyója.

## A lelőhely mérete és a halmok száma
A legtöbb tudós, köztük Gregory Possehl, Jonathan Mark Kenoyer, Raymond Allchin és Rita P. Wright szerint Rakhigari mérete 80 hektár és több mint 100 hektár között lehetett. Nath et al. szerint (2015) „[a] Rakhigari régészeti maradványai [300 hektár (3,0 km2)] sugarú körre terjednek ki, és hét halmot foglalnak magukban, amelyek közül 1-5 integrált, míg néhány egymástól eltávolított.”.
A 2014-es ásatás során további két halmot fedeztek fel, az RGR-8 és az RGR-9-et, amelyek a fő lelőhelytől keletre és nyugatra helyezkedtek el, és nagyrészt a művelés miatt elpusztultak. Vasant Shinde szerint minden egyes halom 25 hektáros, így a teljes lelőhely mérete 350 hektárra (3,5 km2) nőtt, és ezzel Rakhigarhi az Indus-völgyi civilizáció legnagyobb lelőhelyévé vált, 50 hektárral megelőzve Mohenjodarót.

## Közeli lelőhelyek és kultúrák
Ezen a területen, a Ghaggar-síkságtól keletre fekvő régi folyóvölgyben még számos fontos régészeti lelőhely található. Ezek közé tartozik többek között Kalibangan, Kunal, Balu, Bhirrana és Banawali is.

## Ásatások

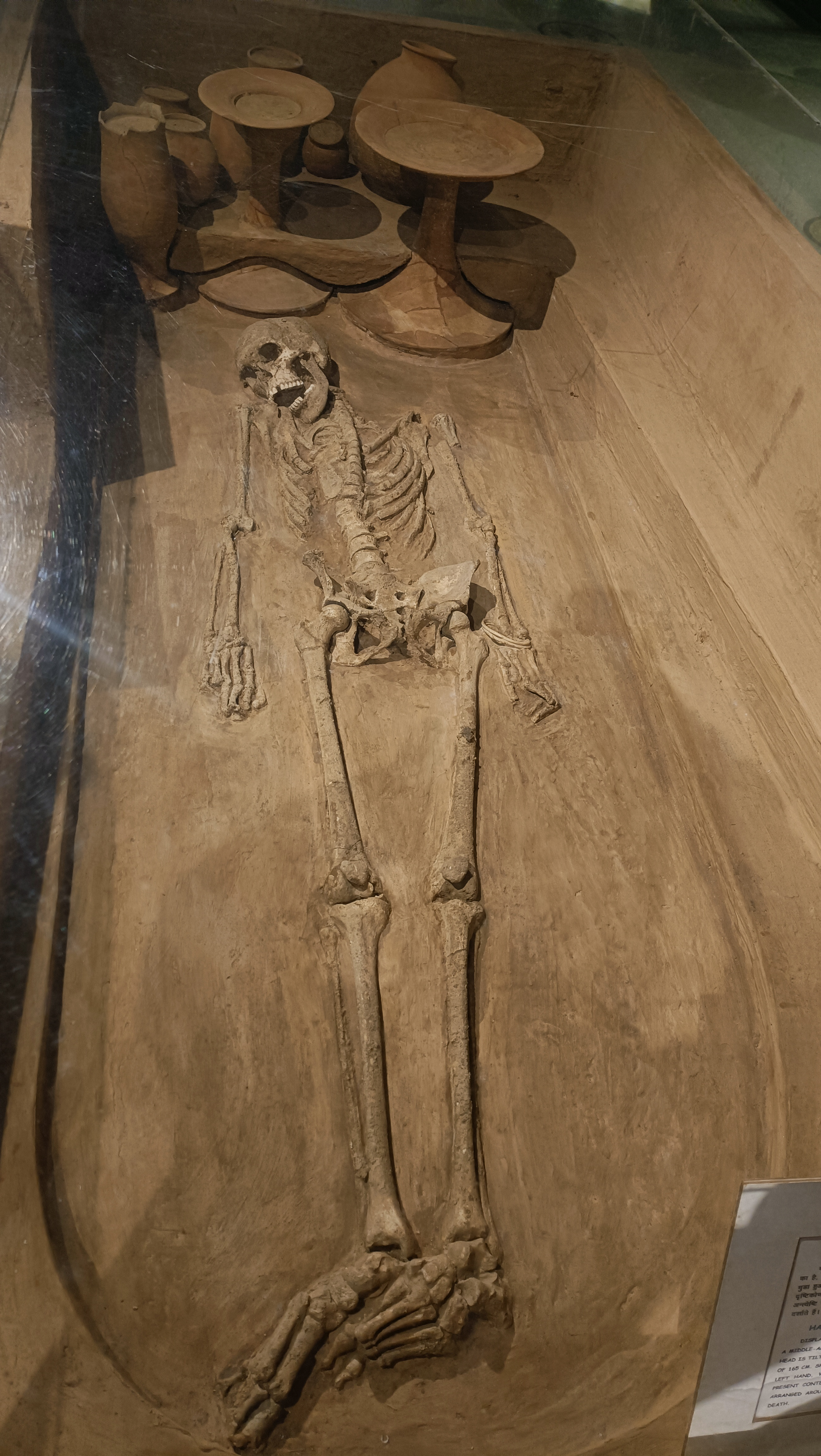
Harappan régészeti feltárás

2020-ig a lelőhelynek csupán 5%-át tárták fel.

## Fordítás
Ez a szócikk részben vagy egészben  a   Rakhigarhi című angol Wikipédia-szócikk fordításán alapul.  Az eredeti cikk szerkesztőit annak laptörténete sorolja fel. Ez a jelzés csupán a megfogalmazás eredetét és a szerzői jogokat jelzi, nem szolgál a cikkben szereplő információk forrásmegjelöléseként.

## Webes források
- Subramanian, T. S. (27 March 2014). "Rakhigarhi, the biggest Harappan site". The Hindu.
- Ahluwalia, Disha (6 March 2023). "Why are we digging Rakhigarhi a 9th time? This Harappan site is a gift that keeps giving". The Print. Retrieved 12 April 2023.
- Damini Nath (2020), At Haryana's Harappan site of Rakhigarhi, anxiety trumps history, The Hindu, 27 February 2020.
- Census of India, 2011
- "Rivers in Ambala, Markanda River Ambala, Tangri River Ambala". www.ambalaonline.in. Retrieved 17 April 2020.
- Chopra, Sanjeev (25 September 2010). "Overflowing Ghaggar, Tangri inundate some villages along Punjab-Haryana border". The Indian Express. Retrieved 9 April 2017.
- Archaeological Survey of, India. "Indian Archaeology 1997-98" (PDF). Excavation at Rakhigarhi. Archaeological Survey of INdia. Retrieved 17 July 2012.
- Deepender Deswal (2015), Rakhigarhi site being plundered due to lack of protection, The Tribune India, 16 April 2015.
- Deepender Deswal (2018), Harappan site in Hisar draws interest of archaeologists, The Tribune India, 18 September 2021.
- T.S. Subramanian (2015), "Virtual Harappans to come alive". The Hindu. 3 May 2015. Archived from the original on 20 September 2019.